# Gunnar Olsson (futbolista, 1901)
Gunnar Olsson   (Helsingborg, 27 de març de 1901 - Helsingborg, 4 de maig de 1960) va ser un futbolista suec, que jugava de davanter, que va competir durant les dècades de 1920 i 1930.
A nivells de clubs jugà al Hälsingborgs IF i al Halmstads BK. Amb la selecció de futbol de Suècia va jugar deu partits entre 1923 i 1932, en què marcà 4 gols. El 1924 fou seleccionat per disputar la competició de futbol dels Jocs Olímpics de París, on l'equip guanyà la medalla de bronze, però ell no disputà cap partit.